# Nepal International Challenge
Die Nepal International Challenge ist neben den Nepal International eine offene internationale Meisterschaft von Nepal im Badminton. Sie wurde erstmals 2019 ausgetragen.

## Sieger
| Jahr      | Herreneinzel           | Dameneinzel              | Herrendoppel                | Damendoppel                      | Mixed                              |
| --------- | ---------------------- | ------------------------ | --------------------------- | -------------------------------- | ---------------------------------- |
| 2019      | Phạm Cao Cường         | Porntip Buranaprasertsuk | Manu Attri B. Sumeeth Reddy | Setyana Mapasa Gronya Somerville | Supak Jomkoh Supissara Paewsampran |
| 2020 2023 | nicht ausgetragen      | nicht ausgetragen        | nicht ausgetragen           | nicht ausgetragen                | nicht ausgetragen                  |
| 2024      | Meiraba Luwang Maisnam | Lalinrat Chaiwan         | Lau Yi Sheng Lee Yi Bo      | Kisona Selvaduray Yap Rui Chen   | Lau Yi Sheng Yap Rui Chen          |